# Floema

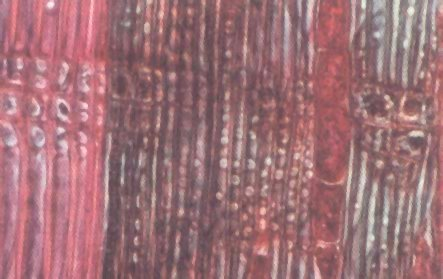
Floema

Diagrama representant una secció d'un tronc
d'arbre:
1. Medul·la
2.
Duramen
3. Albeca
4. Càmbium
5.
Floema
6. Escorça

El floema és el sistema format per canals interns de què disposen les plantes vasculars per a la conducció de la saba elaborada.

## Estructura
El floema està format pels tubs cribrosos i, generalment, també per les cèl·lules annexes, com les albuminoides, fibres i esclereides, i per cèl·lules parenquimàtiques.
Les cèl·lules dels tubs cribrosos formen un tub conductor de materials que nodreixen tota la planta.

## Funció
Per explicar la translocació de la saba en el floema s'aplica la hipòtesi formulada el 1930 per Ernst Münch. Segons aquesta hipòtesi, s'estableix un gradient de difusió entre les fulles i el floema que empeny l'aigua cap a l'interior de les cèl·lules.
El moviment del floema és bidireccional, mentre que el del xilema és unidireccional.